# Iyashikei
Iyashikei (癒し系?) es un género específico de las obras japonesas, principalmente manga y anime. Es un subgénero de los recuentos de la vida, retrata personajes que viven vidas pacíficas en entornos tranquilos y pretende tener un efecto curativo en la audiencia. La palabra iyashikei podría significar "tipo curativo" o simplemente "curación" en japonés.. Shaenon K Garrity del sitio Otaku USA escribió que en las obras de iyashikei, "la atención se centra menos en el personaje y la trama, más en la construcción del mundo y la creación de un entorno visual inmersivo".

## Orígenes
Iyashikei tuvo sus primeros orígenes a finales de la década de 1970, pero surgió como un subgénero distinto como tal en 1995, a raíz del gran terremoto de Hanshin-Awaji y el ataque de gas sarín en el metro de Tokio . Estos acontecimientos traumáticos, combinados con la recesión económica que se estaba dando, terminarían conduciendo a lo que el académico Paul Roquet llama la "tendencia iyashi", o auge curativo.  El trauma sufrido por el público japonés proporcionó "el contexto emocional para el surgimiento de la calma como un sentimiento lucrativo y comercializable". 

## Ejemplos
- Adachi to Shimamura
- Aria
- Azumanga Daioh
- Bartender
- Boku no Natsuyasumi
- Dōkyonin wa Hiza, Tokidoki, Atama no Ue.
- Flying Witch
- Hakumei to Mikochi
- K-On!
- Kuma Kuma Kuma Bear
- Mahō no Sutā Majikaru Emi
- Maiko-san chi no Makanai-san
- Mi vecino Totoro
- Mushishi
- Natsume Yūjin-Chō
- Non Non Biyori
- Shōjo Shūmatsu Ryokō
- Super Cub
- Tamayura
- Wakakozake
- Yokohama Kaidashi Kikō
- Yuru Camp

## Recepción
El periodista británico Patrick Lum de The Guardian ha escrito un artículo sobre el género titulado "In Praise of Iyashikei: why we love soothing anime where nothing happens" (En alabanza de Iyashikei: por qué nos encanta el anime relajante donde no pasa nada) en el cual elogia al género. En él, explica que incluso si las obras de este género pueden considerarse "aburridas", ya que no sucede mucho en ellas en cuanto a la trama, tienen un atractivo que es simplemente acogedor. El hecho de que en ellos no haya nada más que una actividad saludable podría ser una observación bastante reconfortante desde su punto de vista. Incluso recomendó algunos animes, como Mi vecino Totoro . 